# Convenció de les Nacions Unides per la Lluita contra la Desertificació
La Convenció de las Nacions Unides per la Lluita contra la Desertificació (CNULD) (en anglès: United Nations Convention to Combat Desertification, UNCCD) està orientada a aquells països que experimenten greus secades i/o desertificació, particularment a l'Àfrica. És una convenció per combatre la desertificació i mitigar els efectes de la secada a través de programes d'acció nacionals que incorporin estratègies a llarg termini recolzades per la cooperació internacional.
Aquesta convenció va ser adoptada el 17 de juny de 1994 a París i es va obrir per a ser signada el 14 d'octubre de 1994. Va entrar en vigor el 26 de desembre de 1996. La Conferència de les Parts (COP), és l'òrgan rector suprem de la Convenció.

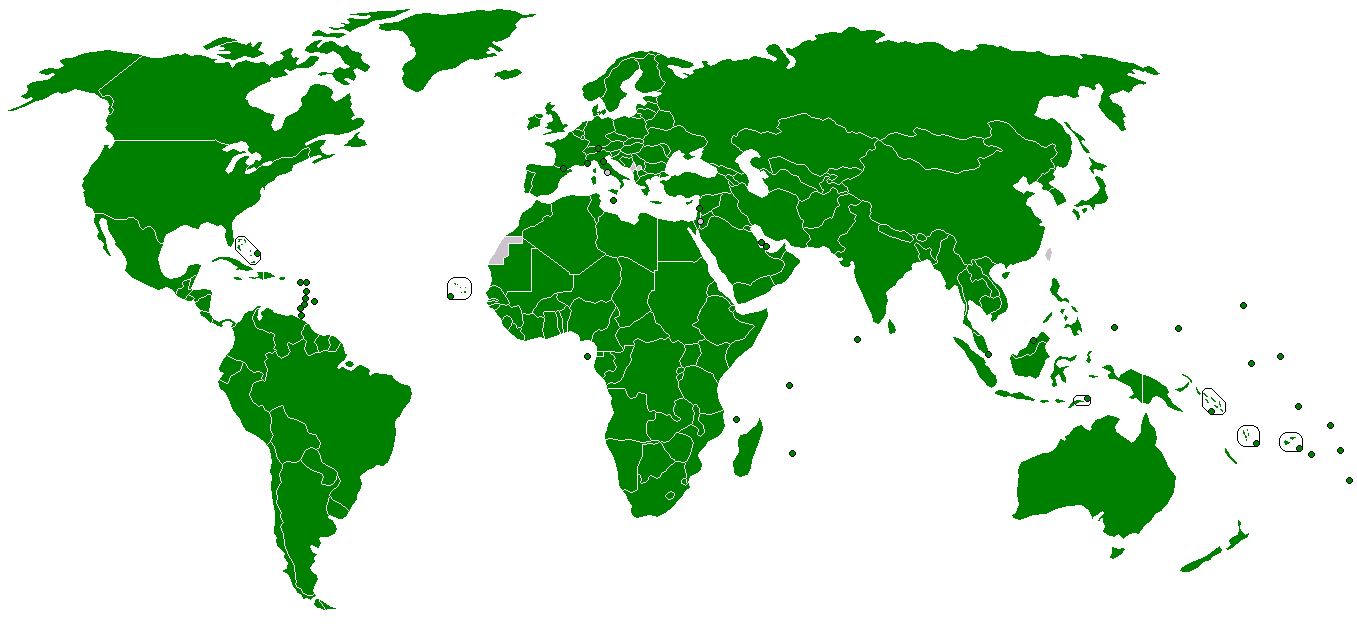
Països participants

Per ajudar a donar publicitat a la Convenció, el 2006 va ser declarat "Any Internacional dels Deserts i la Desertificació" (International Year of Deserts and Desertification) encara que hi ha un debat sobre si això és efectiu.

## Conferències celebrades fins a 2009
- COP1: Roma (Itàlia) 1997.
- COP2: Dakar (Senegal), 1998.
- COP3: Recife (Brasil), 1999.
- COP4: Bonn (Alemanya), 2000.
- COP5: Ginebra (Suïssa), 2001.
- COP6: L'Havana (Cuba), 2003.
- COP7: Nairobi (Kenya), 2005.
- COP8: Madrid (Espanya), 2007.
- COP9: Buenos Aires (Argentina), 2009.